# ۳۰۲ (قمری)
۳۰۲ (قمری)، سیصد و دومین سال در گاهشماری هجری قمری است. اول محرم این سال برابر با اول اوت سال ۹۱۴ میلادی است.